# Mainel

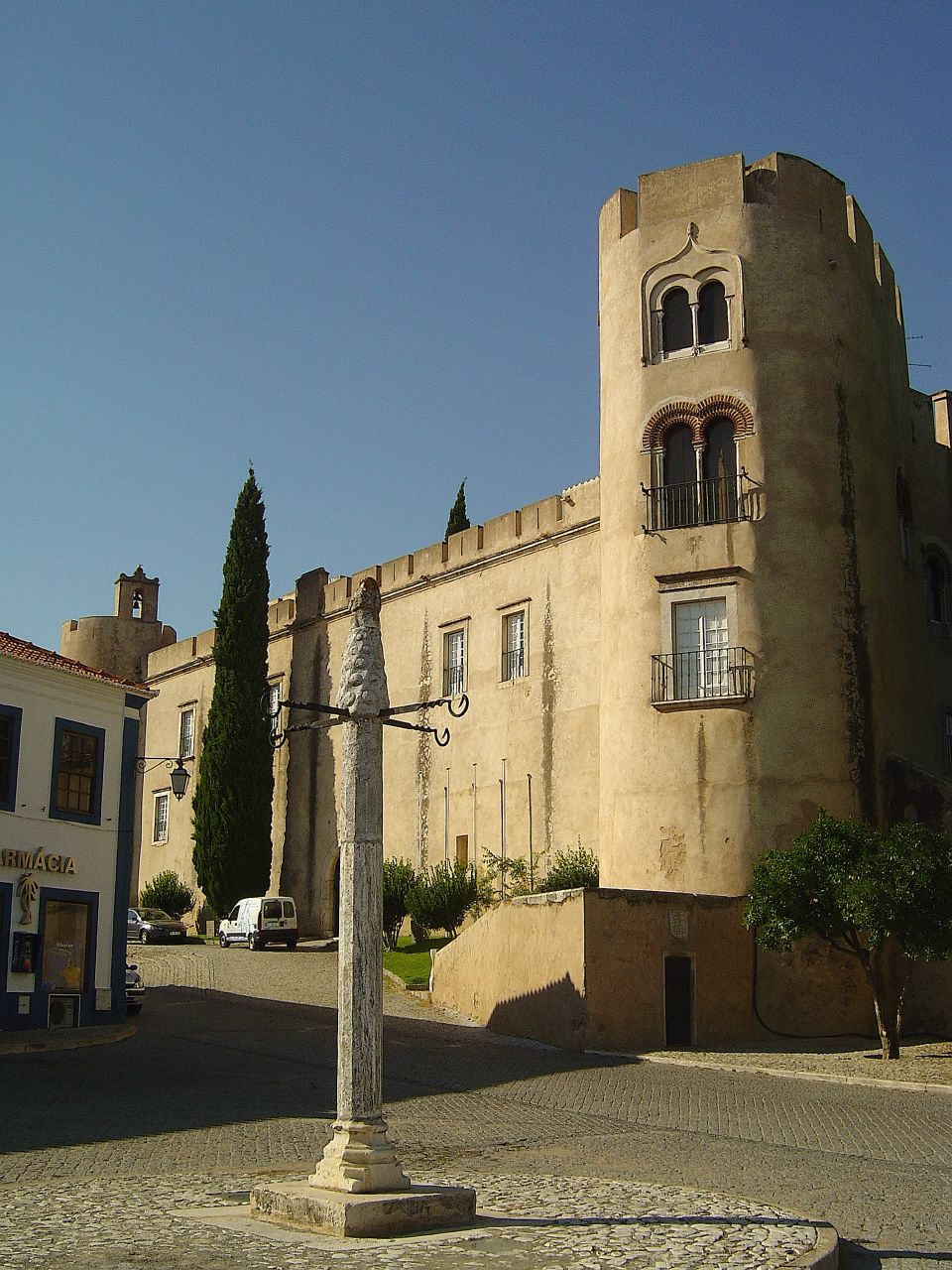
Castelo de Alvito: torre da fonte com janelas maineladas.

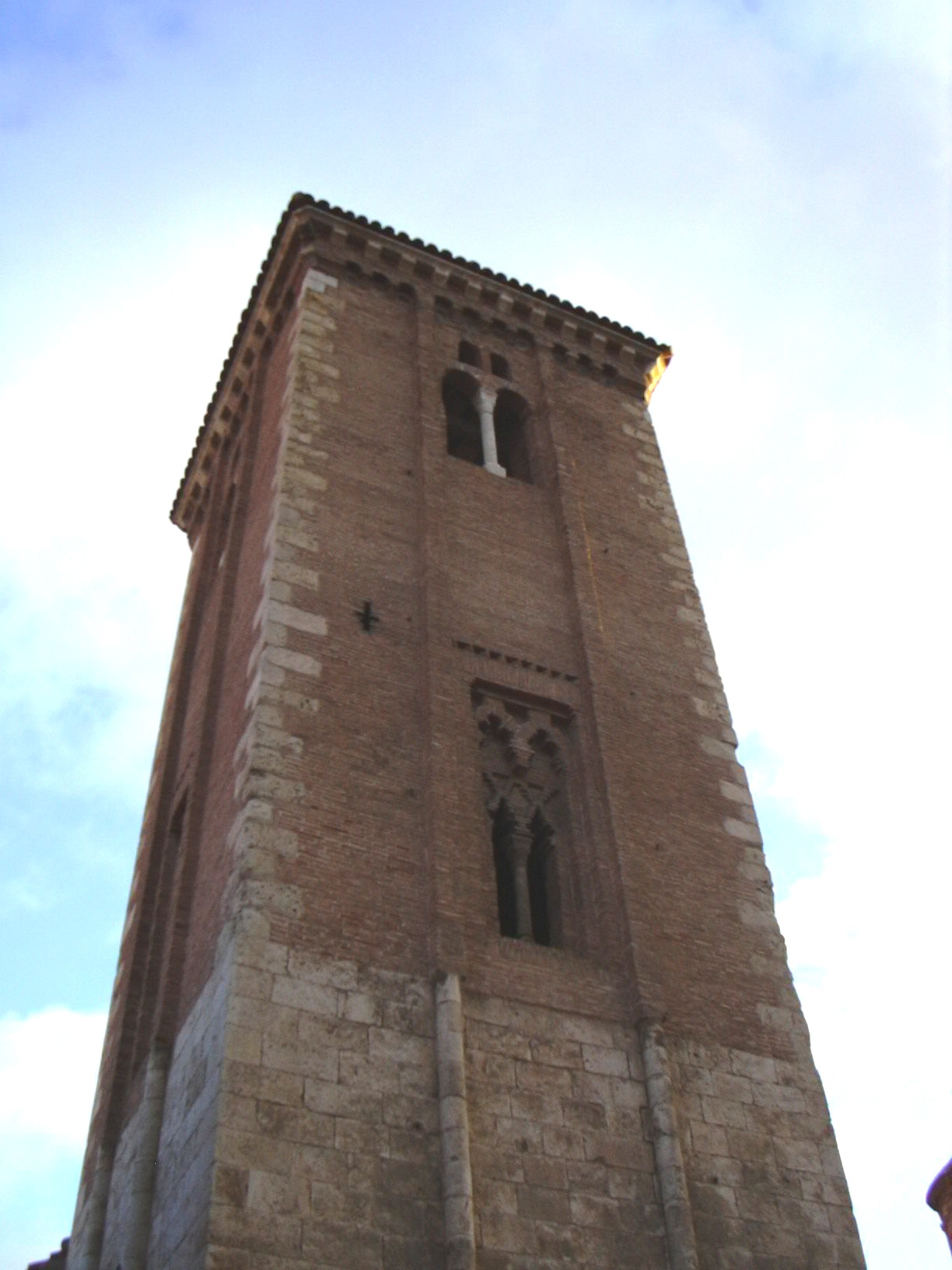
Daroca-Igreja de Santo Domingo.

Chama-se mainel à coluna de pedra que divide em duas partes um vão ou uma concavidade, às separações intermédias de um caixilho de uma janela com várias vidraças ou ao parapeito das escadas ou pontes.
O emprego do mainel é comum em construções em estilo gótico e estilo manuelino observando-se também em certas janelas de estilo mudéjar.